# أحمد موغني
أحمد موغني (بالفرنسية: Ahmed Mogni) (10 أكتوبر 1991 بالدائرة الرابعة في باريس في فرنسا - ) هو لاعب كرة قدم فرنسي في مركز الوسط. شارك مع منتخب جزر القمر لكرة القدم. أما مع النوادي، فقد لعب مع نادي باريس وÉvry FC ‏.

## وصلات خارجية
- أحمد موغني على موقع قاعدة بيانات كرة القدم.إي يو (الإنجليزية)
- أحمد موغني على موقع ناشيونال فوتبول تيمز (الإنجليزية)
- أحمد موغني على موقع Soccerway.com (الإنجليزية)